# Miroslav Brandt
Miroslav Brandt (Cerić kod Vinkovaca, 2. ožujka 1914. – Zagreb, 21. srpnja 2002.), hrvatski povjesničar, pisac, publicist, prevoditelj i kulturolog. Opseg djelatnosti Miroslava Brandta, kao i njegov utjecaj, golemi su. Velika erudicija, sistematičnost, te polivalentnost interesa omogućili su mu da ostvari kapitalna djela u više područja, te ostavi snažan pečat na raznorodnim, naizgled nepovezanim granama djelatnosti. 

## Životopis
Miroslav Brandt rodio se u Ceriću kod Vinkovaca 1914. godine ali već iduće godine s obitelji seli u Zagreb gdje završava pučku školu te 1932. godine realnu gimnaziju. Na Filozofskom fakultetu Zagrebačkoga sveučilišta je diplomirao 1948. godine na predmetima povijest, zemljopis i latinski jezik, gdje je i doktorirao 1954., tezom naslova Razvoj privrednih i društvenih odnosa u Splitu do kraja 14. stoljeća. Radio je kao knjižničar Sveučilišne knjižnice (1946.), zatim kao kustos Muzeja NOB-a (Povijesnog muzeja) (1946. – 1947.), asistent u Povijesnom institutu JAZU/HAZU (1949. – 1952.), te kao dugogodišnji profesor na zagrebačkom Filozofskom fakultetu (1952. – 1984.), gdje je bio i prodekan. Bio je i potpredsjednik Matice hrvatske (1959. – 1971.). Po 5 godina bio je gost-profesor na Filozofskom odnosno Pedagoškom fakultetu u Zadru i Osijeku a 10 godina je bio predavač i voditelj medievalnih studija na Sveučilišnom Centru za poslijediplomske studije u Dubrovniku.

## Povijest, religija i književnost
Djelo Miroslava Brandta obuhvaća velika sintetska djela, polemičko-publicističke spise i književne ostvaraje. U prvoj kategoriji nezaobilazna je monumentalna (oko 800 stranica) studija Srednjovjekovno doba povijesnoga razvitka, koja detaljni rasprava više stoljeća (počev od 3. stoljeća) europske i mediteranske povijesti, s naglaskom na velikim civilizacijskim krugovima: zapadnokršćanskom, bizantskom, islamskom i ostalim azijskima (autor je uključio i mezoameričke kulture). Taj pravi magnum opus obiluje raščlanama o gospodarstvu, kulturi, jeziku, umjetnosti, demografiji... To je pravo sintetsko djelo u rangu najboljih radova suvremenih povijesnih škola. 
Godine 1989. izašla je i opsežna knjiga Izvori zla: dualističke teme, u kojoj je autor sabrao mnoštvo radova predočenih prije na međunarodnim i domaćim simpozijima. U toj je knjizi, bogatoj spoznajama i idejama, veoma vidljiv piščev interes za gnostičko-dualističke religijskopovijesne teme, tako da u njoj nalazimo i detaljnu analizu biblijskih knjiga (mit o stvaranju, Propovjednik), minucioznu raščlanu toltečke religije, Wycliffove hereze, te domaćih heretičkih gibanja u Dalmaciji i Bosni. Od ostalih opsežnijih povjesničarskih radova valja spomenuti i Brandtovu knjigu o Kijevskoj Rusi. Sva ta djela odlikuje moderan kritički i polivalentni pristup u kojem se isprepliću arheologija, paleografija, povijest umjetnosti i druge pomoćne historiografske discipline.
No, autorov angažman je sezao daleko preko medievalističkih i religijskofilozofskih studija. Prevodio je književna i znanstvena djela s njemačkog i francuskog jezika. Kao prevoditelj dijela Proustova ciklusa U traganju za izgubljenim vremenom, Brandt je pokazao senzibilitet za književne i jezične pojave. Stoga nije čudo da je upravo on bio među sedmoricom sastavljača Deklaracije o položaju i nazivu hrvatskog književnog jezika (po svemu sudeći, izgleda da je sam Brandt osobno sastavio i napisao tekst Deklaracije), 1967. Onemogućivan poslije toga, ipak nije bio podvrgnut težim represalijama (uostalom, kao ni ostali autori Deklaracije), nego mu je sužavano polje aktivnosti, te je gotovo dva desetljeća bio isključen iz javnog života.

## Polemike i autobiografija
Najznačajniji Brandtov povijesno-polemički spis je svakako Antimemorandum, tekst u kojem žestoko i argumentirano pobija teze tzv. Memoranduma SANU, temeljnoga dokumenta novije velikosrpske ideologije. Kasnije je pisac bio glavnim pokretačem objavljivanja kompendija Izvori velikosrpske agresije, 1991., prevedenom i na engleski i francuski, u kojem je objavljen i njegov Antimemorandum. Ironije radi valja reći da ta dva izuzetno utjecajna, upravo povijesno prijelomna rada (poglavito Deklaracija), djeluju sada dosta anakrono zbog stila i argumentacije natopljene jugokomunističkom frazeologijom, koja je bila nužna da bi uopće bili objavljeni u doba postojanja SFRJ. Tako je Miroslav Brandt doživio paradoksalnu sudbinu publicista koji je bio daleko učinkovitiji od klasika hrvatske publicistike (Ivo Pilar, Milan Šufflay), no čija publicistička djela nisu odoljela zubu vremena.
Autor je u poznim autobiografskim zapisima naziva Život sa suvremenicima dao pesimističku sliku svoga života, s ne baš laskavim ocjenama svojih kolega, poglavito iz povjesničarske struke - prije svega Jaroslava Šidaka i Nade Klaić. 
Brandtovu tvrdnju da se zbog svoga građanskoga podrijetla, razvijene nacionalne samosvijesti i nekomunističkoga svjetonazora nije uklapao u kompartijski ideološki okvir, koji je bio potpuna protimba svemu onom što je Miroslav Brandt bio, nije lako provjeriti ili vrijednosno ocijeniti. Kako god bilo, u njegovim sjećanjima se nalazi objasnidba zašto se taj hrvatski povjesničar uglavnom (osim marginalno) nije bavio hrvatskim temama, nego je svoju erudiciju i interes usmjerio na europsku i svjetsku povijest. Brandtova polemička teza da je hrvatska historiografija u doba SFRJ svjesno reducirana na nacionalni minimalizam, navodno rušenje mitova i kritičku povjesnicu koju je reprezentirala Nada Klaić (po Brandtu protežirana od komunističkih vlasti jedino zbog njihove percepcije da djelatnost Klaićeve djeluje u konačnici destruktivno po hrvatski nacionalni ponos) ostaje intrigantna i problematična tvrdnja koja čeka odgovor u budućnosti.
Potkraj života Brandt se okrenuo književnosti. Osim spomenutih autobiografskih zapisa, napisao je i povijesnno-politički traktat Triptih, u kojem obračunava s komunističkim totalitarizmom. Prerano je za ocjenu kakav će biti status tih djela u hrvatskoj književnosti. No, i površnom promatraču je vidljivo da je Brandt posljednje godine života proveo u rezignaciji i pesimizmu. Ni ostvarenje hrvatske državne samostalnosti, kojoj je toliko pridonio i za kojom je toliko čeznuo, nije ga, po dostupnim podatcima, izvuklo iz gliba letargije i osjećaja promašenosti kojim upravo zrače njegovi autobiografski zapisi.
Uza sve rečeno, Miroslav Brandt ostaje jednim od najznačajnijih hrvatskih povjesničara i polihistora, te vjerojatno polemičar čiji su tekstovi najviše utjecali na promjenu položaja hrvatskoga naroda.

## Djela
- Razvoj privrednih i društvenih odnosa u Splitu do kraja 14. stoljeća, 1954.
- Wyclifova hereza i socijalni pokreti u Splitu krajem XIV. st., 1955.
- Kijevska Rusija: Ruske zemlje u Srednjem vijeku od XII. stoljeća do Ivana Groznog, Zagreb, 1962.
- Srednjovjekovno doba povijesnog razvitka, knj. 1, Zagreb, 1980., (2. izd. 1995.)
- Povijest Rusije u srednjem vijeku, Zagreb, 1981.
- Izvori zla: dualističke teme, 1989.
- Izvori velikosrpske agresije: rasprave/dokumenti: kartografski prikazi, August Cesarec-Školska knjiga, Zagreb, 1991., (engl. izd., Centar za strane jezike Zagreb-AGM d.o.o., Zagreb, 1993.), (prir. Bože Čović) (suautori Bože Čović, Slaven Letica, Radovan Pavić, Zdravko Tomac, Mirko Valentić i Stanko Žuljić)
- Triptih, Zagreb, 1992.
- Doba očaja, Zagreb, 1995.
- Život sa suvremenicima: Političke uspomene i svjetonazor, Zagreb 1996.
- Deklaracija o nazivu i položaju hrvatskog književnog jezika: građa za povijest Deklaracije, Zagreb, 1997., (suautori Jelena Hekman Dalibor Brozović, Stjepan Babić,  Mladen Čaldarović,  Josip Pavičić, Antun Šoljan, Sineva Pasini, Vlatko Pavletić, Zvonimir Majdak, Petar Šegedin, Nataša Bašić, Lovro Županović), (pripremila Jelena Hekman)[3]

### Prijevodi
- Marcel Proust, Put k Swannu 1, Combray, Zagreb, 1952.
- Roger Martin du Gard, Porodica Thibault: knjiga prva, 1952.
- Roger Martin du Gard, Porodica Thibault: knjiga druga, 1953.
- Henri Pirenne, Povijest Evrope : od seobe naroda do XVI stoljeća, Zagreb, 1956.
- Josef Kulischer, Opća ekonomska povijest srednjega i novoga vijeka, Sv. 1, Srednji vijek, Zagreb, 1957.
- Josef Kulischer, Opća ekonomska povijest srednjega i novoga vijeka, Sv. 2, Novi vijek, Zagreb, 1957.
- Marc Bloch, Feudalno društvo, Zagreb, 1958., 2001.
- André Maurois, Povijest Sjedinjenih Američkih Država: 1492-1954, Zagreb, 1960.
- Marcel Proust, Combray, Zagreb, 1977.